# やくも
やくもは、西日本旅客鉄道（JR西日本）が岡山駅 - 出雲市駅間を山陽本線・伯備線・山陰本線経由で運行している特別急行列車である。
本項では、伯備線で運行されていた優等列車の沿革についてもここで記述する。

## 概要
特急「やくも」は1972年3月に、山陽新幹線岡山開業に伴って岡山駅経由が京阪神・山陰地方中部間の最速ルートとなったことから、岡山駅 - 出雲市駅・益田駅間を結ぶ気動車特急として運転を開始した。1975年3月には「エル特急」に指定されたが、電車による運転がない列車が指定を受けるのは初めてのことであった。
1982年7月に伯備線全線と山陰本線伯耆大山駅 - 知井宮駅（現在の西出雲駅）間の電化により電車での運転が開始され、これと引き換えに益田駅発着の列車を廃止した。1988年には瀬戸大橋線経由の臨時列車として高松駅発着の列車が、1990年には国際花と緑の博覧会（花の万博）への輸送対策として大阪駅 - 岡山駅間を延長運転した列車が運転された。
1994年12月3日に「やくも」のうち速達列車の列車名を「スーパーやくも」に変更したが、 2006年3月18日に「スーパーやくも」の列車名を廃止し、「やくも」に再統一された。2010年3月13日には「エル特急」の呼称が終了されている（ただし、381系のヘッドマークおよび字幕式種別・行先表示器にはLマークが残されていた）。

### 列車名
列車名「やくも」は島根県東部の旧国名である出雲にかかる枕詞の「八雲立つ」（やくもたつ）に因む。そのためか、島根県の東部を発着する列車に命名される事例が多い。
1959年9月には米子駅 - 博多駅間を山陰本線・山陽本線・鹿児島本線経由で運行する準急列車に使用され、1965年11月には新設された新大阪駅 - 浜田駅間（福知山線・山陰本線経由）の特急に使用されるようになったが、1972年3月に山陽新幹線の岡山開業によって伯備線経由の特急に使用されることになった。

## 運行概況
2025年3月15日現在、岡山駅 - 出雲市駅間で15往復（1号 - 30号）が運転されている。列車番号は1000＋号数Mとなっており、全区間同一である。
後藤総合車両所出雲支所への入出区では回送列車として出雲市駅 - 西出雲駅間を走行しているが、1986年11月1日から1996年3月15日までは一部の列車が出雲市駅 - 西出雲駅（1993年3月17日までは知井宮駅）間で普通列車として運転されていたほか、米子駅から普通列車となるものもあった。また、1973年から1975年と1994年12月3日から1997年3月21日までは岡山駅 - 松江駅間で運転される列車も設定されていた。1997年3月22日の改正で運転区間が岡山駅 - 出雲市駅間に統一された。
2025年3月現在、上り(岡山方面)の始発列車である「やくも2号」は始発駅の出雲市駅を4時42分に発車するが、これはJRグループの昼行特急列車としては最も出発時間の早い列車となっている。
陰陽連絡線の特急列車では唯一すべての停車駅で交通系ICカード「ICOCA」が利用できる。

### 停車駅
岡山駅 - 倉敷駅 - （総社駅） - 備中高梁駅 - 新見駅 - （生山駅） - （根雨駅） - （伯耆大山駅） - 米子駅 - 安来駅 - 松江駅 - （玉造温泉駅） - （宍道駅） - 出雲市駅
- （　）は一部の列車のみ停車。
  - 総社駅には下り5・11・25号／上り4・14・28号が停車。
  - 生山駅には下り1・5・9・13・17・21・25号／上り2・6・10・14・18・22・26・30号が停車。
  - 根雨駅には下り3・7・11・15・19・23・27号／上り4・8・12・16・20・24・28号が停車。
  - 伯耆大山駅には下り17・19・21・23・25・27・29号／上り2・4・6・8・10号が停車。
  - 玉造温泉駅には下り1・7・9・11・13・15・17・19号／上り6・8・10・12・14・16・18・22・24号が停車。
  - 宍道駅には下り13号／上り14・18・22号以外が停車。
- 一時期運行されていた大阪駅・高松駅発着の臨時列車の延長区間での停車駅は以下の通り。
  - 大阪駅発着：岡山駅 - 姫路駅 - 明石駅 - 三ノ宮駅 - 大阪駅
  - 高松駅発着：岡山駅 - 児島駅 - 坂出駅 - 高松駅
- 根雨駅と生山駅は、全列車必ずどちらか片方通過する（下り1本の29号は両駅とも通過する）。
- 停車駅の詳細は以下の表を参照。

| 運行本数        | 号数 （太字は臨時列車） | 山陽 本線 | 山陽 本線 | 伯備線 | 伯備線 | 伯備線     | 伯備線 | 伯備線 | 伯備線 | 伯備線     | 山陰本線   | 山陰本線 | 山陰本線 | 山陰本線 | 山陰本線   | 山陰本線 | 山陰本線 |
| 運行本数        | 号数 （太字は臨時列車） | 岡山駅    | 倉敷駅    | 倉敷駅 | 総社駅 | 備中高梁駅 | 新見駅 | 生山駅 | 根雨駅 | 伯耆大山駅 | 伯耆大山駅 | 米子駅   | 安来駅   | 松江駅   | 玉造温泉駅 | 宍道駅   | 出雲市駅 |
| --------------- | ----------------------- | --------- | --------- | ------ | ------ | ---------- | ------ | ------ | ------ | ---------- | ---------- | -------- | -------- | -------- | ---------- | -------- | -------- |
| 下り2本         | 1・9号                  | ●         | ●         | ●      | →      | ●          | ●      | ●      | →      | →          | →          | ●        | ●        | ●        | ●          | ●        | ●        |
| 下り1本 上り1本 | 3号 20号                | ●         | ●         | ●      | ─      | ●          | ●      | ─      | ●      | ─          | ─          | ●        | ●        | ●        | ─          | ●        | ●        |
| 上り1本         | 4号                     | ●         | ●         | ●      | ●      | ●          | ●      | ←      | ●      | ●          | ●          | ●        | ●        | ●        | ←          | ●        | ●        |
| 下り1本         | 5号                     | ●         | ●         | ●      | ●      | ●          | ●      | ●      | →      | →          | →          | ●        | ●        | ●        | →          | ●        | ●        |
| 下り2本 上り3本 | 7・15号 12・16・24号    | ●         | ●         | ●      | ─      | ●          | ●      | ─      | ●      | ─          | ─          | ●        | ●        | ●        | ●          | ●        | ●        |
| 下り1本         | 11号                    | ●         | ●         | ●      | ●      | ●          | ●      | →      | ●      | →          | →          | ●        | ●        | ●        | ●          | ●        | ●        |
| 下り1本 上り2本 | 13号 18・22号           | ●         | ●         | ●      | ─      | ●          | ●      | ●      | ─      | ─          | ─          | ●        | ●        | ●        | ●          | ─        | ●        |
| 上り1本         | 14号                    | ●         | ●         | ●      | ●      | ●          | ●      | ●      | ←      | ←          | ←          | ●        | ●        | ●        | ●          | ←        | ●        |
| 下り1本 上り2本 | 17号 6・10号            | ●         | ●         | ●      | ─      | ●          | ●      | ●      | ─      | ●          | ●          | ●        | ●        | ●        | ●          | ●        | ●        |
| 下り1本 上り1本 | 19号 8号                | ●         | ●         | ●      | ─      | ●          | ●      | ─      | ●      | ●          | ●          | ●        | ●        | ●        | ─          | ●        | ●        |
| 下り1本 上り1本 | 21号 2号                | ●         | ●         | ●      | ─      | ●          | ●      | ●      | ─      | ●          | ●          | ●        | ●        | ●        | ─          | ●        | ●        |
| 下り2本         | 23・27号                | ●         | ●         | ●      | →      | ●          | ●      | →      | ●      | ●          | ●          | ●        | ●        | ●        | →          | ●        | ●        |
| 下り1本         | 25号                    | ●         | ●         | ●      | ●      | ●          | ●      | ●      | →      | ●          | ●          | ●        | ●        | ●        | →          | ●        | ●        |
| 上り2本         | 26・30号                | ●         | ●         | ●      | ←      | ●          | ●      | ●      | ←      | ←          | ←          | ●        | ●        | ●        | ←          | ●        | ●        |
| 上り1本         | 28号                    | ●         | ●         | ●      | ●      | ●          | ●      | ←      | ●      | ←          | ←          | ●        | ●        | ●        | ←          | ●        | ●        |
| 下り1本         | 29号                    | ●         | ●         | ●      | →      | ●          | ●      | →      | →      | ●          | ●          | ●        | ●        | ●        | →          | ●        | ●        |
| 停車本数        | 下り                    | 15        | 15        | 15     | 3      | 15         | 15     | 7      | 7      | 7          | 7          | 15       | 15       | 15       | 7          | 14       | 15       |
| 停車本数        | 上り                    | 15        | 15        | 15     | 3      | 15         | 15     | 8      | 7      | 5          | 5          | 15       | 15       | 15       | 9          | 12       | 15       |

凡例
- ●：停車
- ─・←・→：通過（矢印は運転方向）

### 使用車両・編成
273系電車
2024年4月6日から、後藤総合車両所出雲支所に所属する4両編成が使用されている。
1号車が半室グリーン車および普通車指定席（セミコンパートメント）、2 - 4号車が通常の普通車指定席である。フリーWi-Fiのサービスを提供しているほか、全席にコンセントを完備している。
2024年4月6日に6往復で運転を開始し、同年6月16日から全定期列車が本形式による運転となっている。
2024年8月9日から8月16日の期間は、「やくも12号」「やくも13号」「やくも28号」「やくも29号」の2往復が381系で運行された。
なお、米子駅、出雲市駅、松江駅では2025年3月までに順次各駅の待合室が特急やくもの新型車両のデザインをイメージした「やくもラウンジ」にリニューアルされて一体感がとれるよう整備された。

#### 過去の使用車両
キハ181系気動車
1972年3月15日から1982年6月まで使用された。付属編成は岡山駅 - 米子駅間で基本編成に連結され、最大で11両編成で運転された。運用開始直後は基本編成7両+付属編成3両だったが、1975年3月15日以降は基本編成8両+付属編成3両となった。
381系電車
1982年7月から2024年6月（定期列車の場合）まで、後藤総合車両所に所属する編成が使用された。
定期運行終了時点では所定は全て4両編成であり、1号車がグリーン車指定席、2 - 4号車が普通車指定席となっていた。うち2編成はグリーン車がパノラマ型車両となっており、2024年4月時点では4往復（2・3・12・13・16・17・26・27号）に充当されていた（検査などの都合でパノラマ車とならない日もあった）。なお、2024年3月に全車指定席化されるまでは、4号車が自由席となっていた。
多客期には6両・7両・9両で運転する場合もあり、6両編成時は1 - 3・6号車が指定席、4・5号車が自由席に、7両編成時は増結される5 - 7号車のうち5号車が自由席、6・7号車が指定席に、9両編成時は増結となる7 - 9号車はすべて指定席となる。2011年3月11日までは4両編成の場合は2・3号車が欠番になり、5号車は指定席となっていた。
1987年から座席などの改造が行われ、1994年12月に運転を開始した「スーパーやくも」には座席などの改造と共に塗装を薄紫色地と青紫・白・赤紫の帯に変更した専用編成が用意された。スーパーやくも編成以外の車両には1997年からリニューアル改造が行われ、この際緑と灰色の「やくも」色への塗り替えが行われた。
2007年4月3日より、座席改善や喫煙室（2009年6月に廃止された）設置などのさらなる大規模更新工事が行われ、2010年8月2日から全列車がリニューアルした「ゆったりやくも」で運転されている。更新工事費は総額20億円弱であるが、これは1両あたり約2億円とされる振り子式特急形車両の新造費の20%近くにのぼる。種別・行先表示器の字幕は国鉄時代のデザインに準じた白地に紺文字で、JR西日本オリジナルの黒地に白字表示ではない。リニューアル車両はLED式に変更されている。「ゆったりやくも」へのリニューアルで車体塗装は大山の冠雪をイメージした白をベースに、窓回りを出雲大社の巫女をイメージした赤に塗ったものとなった。

定期列車充当末期には、2022年3月に運転を開始した国鉄色リバイバル編成を皮切りに、2023年2月にスーパーやくも色、同年11月に緑やくも色のリバイバル編成がそれぞれ運転を開始し、381系「やくも」の歴代カラーリングが一時揃った。
なお、「やくも」は2015年10月に381系が「こうのとり」や「くろしお」の運用から退いて以来同系列で唯一の定期列車となっていたほか、2021年3月にJR東日本の185系の定期運用が消滅してからは国鉄特急型電車で運転される国内最後の定期列車となっていた。
2024年6月15日のやくも1号をもって定期運行を終了。その後も多客期などに臨時運用があったが、2025年3月21日に全編成が廃車となった。

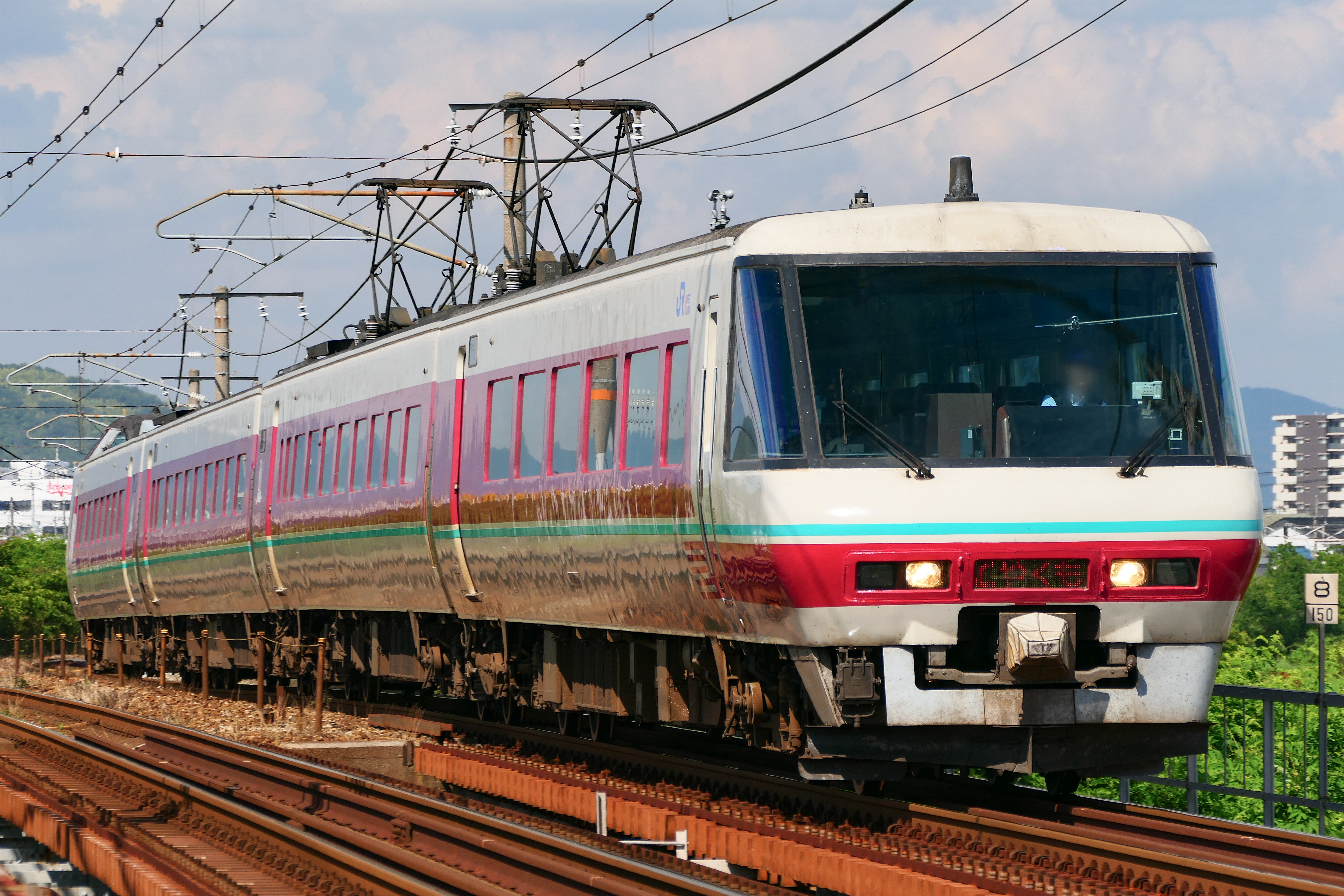
「ゆったりやくも」色のパノラマ編成 （庭瀬駅 - 中庄駅間 2023年7月18日）
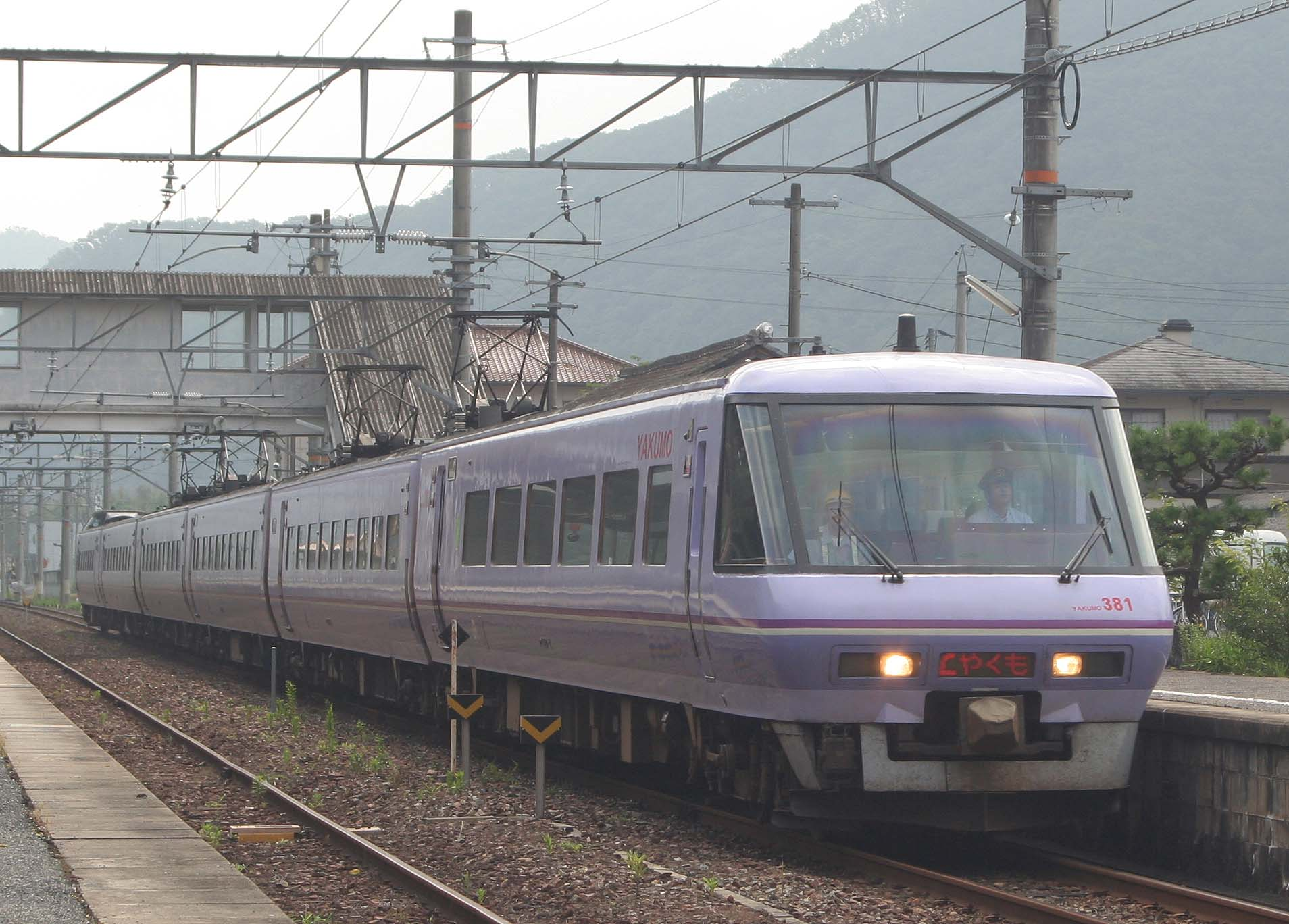
「スーパーやくも」色のパノラマ編成 （美袋駅 2007年8月1日）
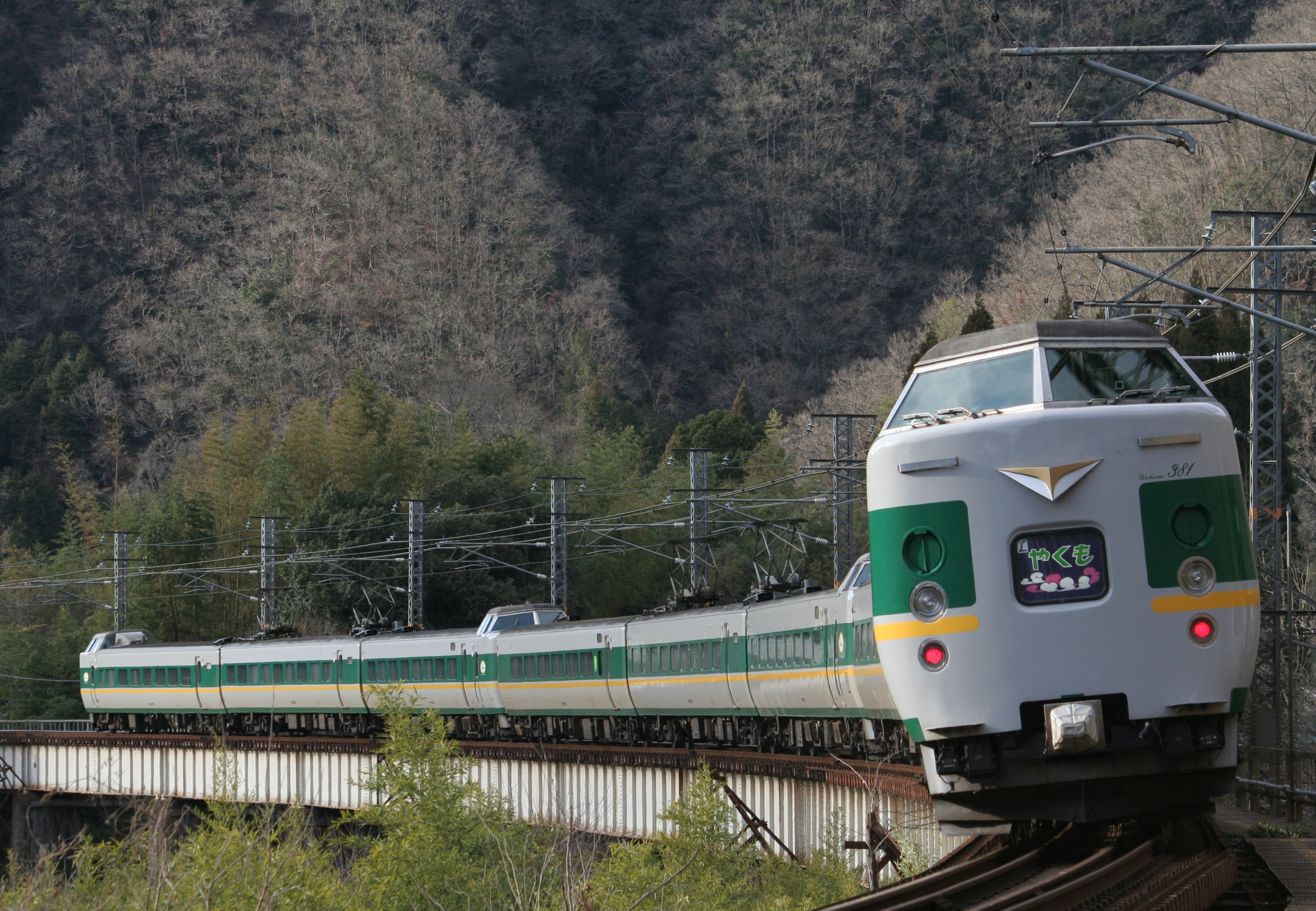
旧「やくも」色の編成 （備中川面駅 - 方谷駅間 2011年1月2日）
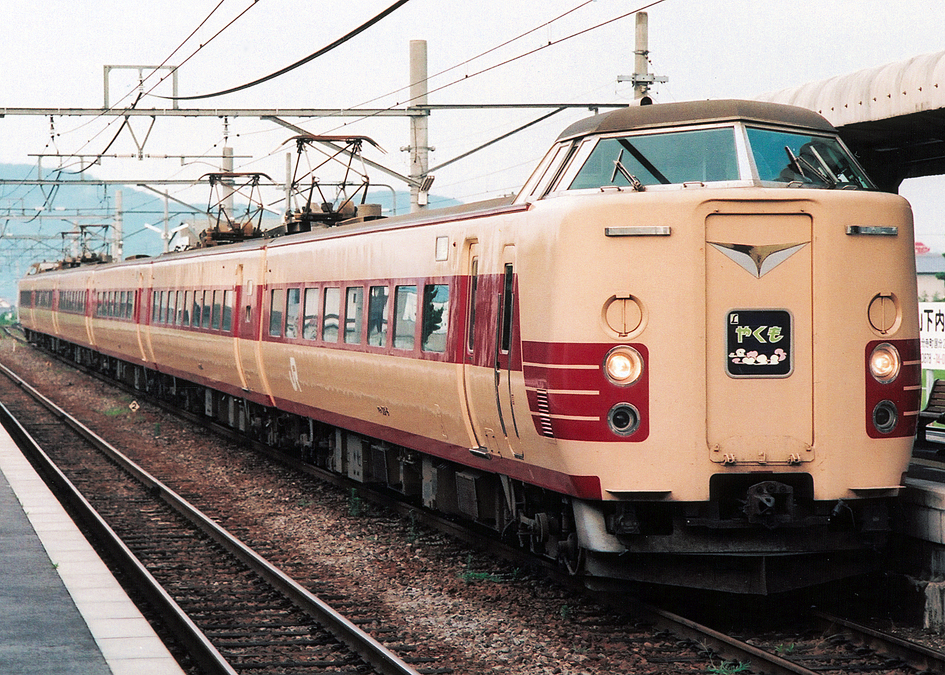
国鉄色の編成 （端岡駅 1988年）

### 最高速度
- 岡山駅 - 備中高梁駅間：120km/h
- 備中高梁駅 - 江尾駅間：110km/h
- 江尾駅 - 出雲市駅間：120km/h

全区間で振り子装置が作動するため、曲線部の多い伯備線内でも高速運転が可能となっている。

## 伯備線優等列車沿革

### 概略

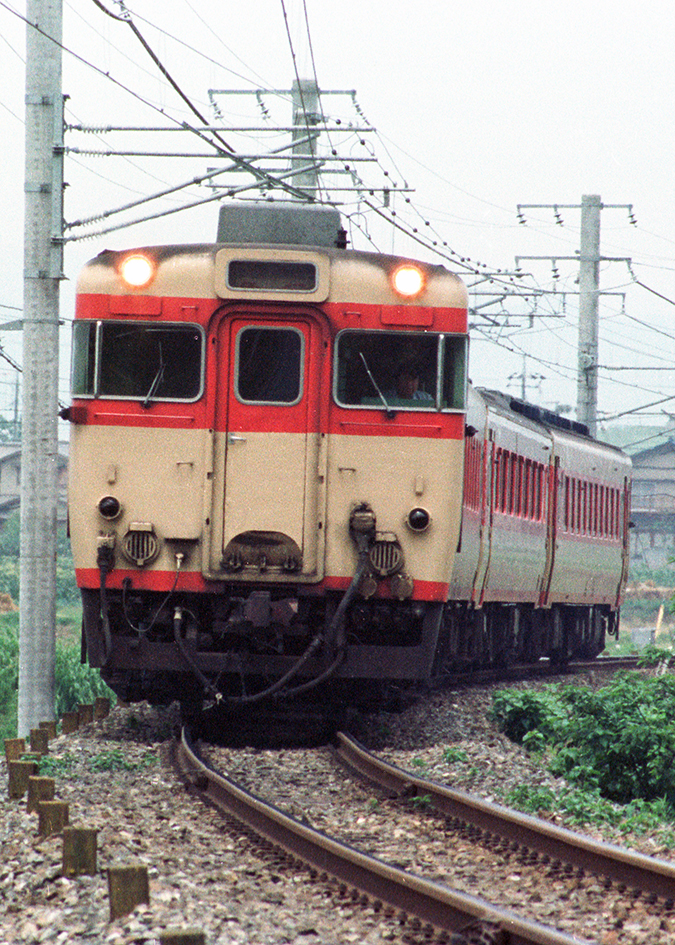
キハ58系気動車 急行「伯耆」
（1982年 伯備線倉敷－清音間）

#### だいせん・おき
1958年に京都駅 - 大社駅間の急行列車として運転を開始した。これは、1953年3月から岡山駅 - 松江駅間で運転されていた快速列車の運転区間を延長し、列車種別を変更したものである。この快速列車は、それまで普通列車のみが走るローカル線に過ぎなかった伯備線が、大阪 - 山陰地方間のルート（山陽・伯備線）としては主要ルートであった福知山線経由よりも距離が短く、山陽本線内では速度も速いという長所を生かし、陰陽連絡の主要路線となる契機となる列車であった。
京都駅 - 岡山駅間では、1958年の運転開始から1961年まで「宮島」と、1961年から1962年まで「さつま」と併結して運転されていた。
1961年には客車から気動車に変更され、京都駅 - 大社駅間の所要時間は7時間37分 - 44分と1時間近く短縮された。また、1963年には赤穂線を経由するようになった。
1968年に大阪と山陰地方を福知山線経由で結ぶ結ぶ急行列車に「だいせん」の列車名が使用されることになったことから、伯備線経由の「だいせん」は「おき」に改称され、1969年には相生駅 - 東岡山駅間も山陽本線経由に改められた。
山陽新幹線の開業によって伯備線にも新幹線連絡の特急列車が運転されることが確実となったため、それへのつなぎとして1971年に「おき」は特急列車化された。これに伴い、運転区間が新大阪駅 - 出雲市駅間に変更され、初めて伯備線で特急列車が運転されることになった。これはキハ181系の慣らし運転を兼ねる列車であったが、新幹線開業後の伯備線経由の特急列車は「やくも」と命名されたため、「おき」の名称はわずか1年で廃止された。
列車名の由来は、「だいせん」は鳥取県にある大山、「おき」は島根県の隠岐諸島である。

#### しんじ
陰陽連絡を担う岡山駅 - 出雲市駅間の準急列車として1960年に運転を開始した。翌年には運転区間が宇野駅 - 博多駅間に大きく拡大されたが、石見益田駅（現在の益田駅） - 下関駅間は5両編成のうち、3両は山口線・山陽本線経由、2両は山陰本線・長門市駅経由で運転され、石見益田駅・下関駅でそれぞれの編成が増解結を行っていた。1965年に博多駅への乗り入れが廃止され全車両が小郡駅（現在の新山口駅）発着に変更された。1966年に急行列車として運転されるようになり、1968年には急行「たまつくり」を統合して2往復になったが、1975年に米子駅と益田駅で「伯耆」、「石見」、「つわの」に系統分割されて消滅した。
車両は、キハ28系・キハ55系が使用されていた。

#### 皆生・たまつくり
「皆生」は1962年に三原駅 - 出雲市駅間で運転を開始した準急列車であるが、設定時間帯は厳しく、利用客も伸びないことから1965年に運転区間が宇野駅 - 出雲市駅間に変更されるとともに、「たまつくり」に改称されて廃止された。「たまつくり」は1966年に急行列車化されたが、運転時刻は「皆生」とほぼ同様の時刻で運転された。運転経路は「しんじ」と同じであったため、1968年に「しんじ」に統合され、愛称名としては廃止された。1972年には旧「たまつくり」の系統を引く「しんじ」1往復が出雲市駅 - 浜田駅間を延長している。
列車名の由来は、「皆生」が鳥取県米子市にある皆生温泉から、「たまつくり」は島根県松江市にある玉造温泉である。

#### 伯耆
「しんじ」の旅客流動にあわせた運転区間の変更により、1975年に岡山駅 - 米子駅間で運転を開始した急行列車である。2往復が運転され、特急「やくも」の補助列車の使命を持っていたが、1982年に伯備線の電化により「やくも」に吸収・統合される形で廃止された。
列車名は鳥取県西部の旧国名である伯耆が由来となっている。

### 沿革

#### 優等列車設定と陰陽連絡路線化へ
- 1953年（昭和28年）3月：岡山駅 - 松江駅間で快速「だいせん」が運転開始。
- 1958年（昭和33年）10月1日：快速「だいせん」が京都駅 - 大社駅間で運転を開始した急行「だいせん」に置き換えられる。京都駅 - 岡山駅間は「宮島」と併結運転。
- 1960年（昭和35年）3月15日：岡山駅 - 出雲市駅間で準急「しんじ」が運転開始。
- 1961年（昭和36年）10月：サンロクトオのダイヤ改正が実施され、以下のように変更。
  1. 「だいせん」の併結列車が名古屋駅 - 鹿児島駅間の「さつま」に変更。
  2. 「しんじ」の運転区間が、宇野駅 - 博多駅間（宇野線・山陽本線・伯備線・山陰本線・山口線・山陽本線・鹿児島本線経由、石見益田駅 - 下関駅間では山陰本線経由と山口線経由に分割）に変更。
- 1962年（昭和37年）
  - 3月15日：広島駅 - 米子駅間（芸備線・伯備線経由）で準急「しらぎり」、岡山駅 - 広島駅間（伯備線・芸備線経由）で準急「たいしゃく」が運転開始。なお、「しらぎり」の新見駅 - 米子駅間は「しんじ」と併結運転。
  - 10月1日：三原駅 - 出雲市駅間で準急「皆生」（かいけ）が運転開始。「だいせん」は気動車による単独運転になる。
- 1963年（昭和38年）4月20日：「だいせん」が赤穂線経由になる。
- 1965年（昭和40年）10月1日：ダイヤ改正により次のように変更。
  1. 「皆生」の運転区間が宇野駅 - 出雲市駅間に変更され、「たまつくり」に改称される。
  2. 伯備線としての「皆生」が廃止。
  3. 「しんじ」の運転区間が宇野駅 - 小郡駅間（伯備線・山陰本線・山口線経由）に短縮される。
- 1966年（昭和41年）3月5日：料金制度の改変により、「しんじ」「たいしゃく」「しらぎり」「たまつくり」が急行列車になる。
- 1968年（昭和43年）10月1日：ヨンサントオのダイヤ改正により、次のように変更される。
  1. 「だいせん」は「おき」に、「しらぎり」は「ちどり」に改称される。
  2. 「たまつくり」は「しんじ」に統合されて廃止。「しんじ」は宇野駅 - 出雲市駅・小郡駅間の2往復となる。
- 1971年（昭和46年）4月26日：「おき」が新大阪駅 - 出雲市駅間の特急列車になる。

#### 陰陽・新幹線連絡特急「やくも」の登場とその後
- 1972年（昭和47年）3月：山陽新幹線岡山開業に伴うダイヤ改正により以下のように変更（1972年3月15日国鉄ダイヤ改正）。
  1. 岡山駅 - 出雲市駅・益田駅間で特急「やくも」4往復が運転開始。
  2. 「おき」と、伯備線内での「ちどり」、伯備線倉敷 - 新見間での「たいしゃく」が廃止。
  3. 「しんじ」の運転区間が岡山駅 - 浜田駅・小郡駅に変更され、「しんじ」2往復が伯備線を走る唯一の急行列車になる(伯備線新見 - 備中神代間を経由して芸備線に直通するものを除く)。
- 1973年（昭和48年）10月1日：「やくも」が6往復に増発。
- 1975年（昭和50年）3月10日：ダイヤ改正により、以下のように変更（1975年3月10日国鉄ダイヤ改正）。
  1. 「やくも」は気動車特急としては初めてエル特急に指定される。
  2. 「しんじ」を米子、益田両駅で系統分割し、伯備線を経由するものは岡山駅 - 米子駅間に区間短縮の上、「伯耆」（ほうき）に改称され、列車愛称廃止。
- 1982年（昭和57年）7月1日：伯備線全線と山陰本線伯耆大山駅 - 知井宮駅（現在の西出雲駅）間電化に伴うダイヤ改正により、以下のように変更（1982年のダイヤ改正）。
  1. 「やくも」がキハ181系から振り子式車両の381系電車に置き換えて電車化され、食堂車の連結が廃止。
  2. 「伯耆」が「やくも」に統合されて廃止。「やくも」は8往復になる。
  3. 「やくも」の運転区間が岡山駅 - 出雲市駅間とし、益田駅発着の列車が廃止。
  4. 大田市駅、江津駅、浜田駅が停車駅から外れる。
  5. 総社駅・井倉駅・宍道駅が停車駅に追加された。
  6. 「伯耆」停車駅の伯耆溝口駅・伯耆大山駅は通過。
- 1985年（昭和60年）3月14日：「やくも」が備中高梁駅に全便停車。
- 1986年（昭和61年）11月1日：「やくも」が1往復増発され、9往復になる。「やくも」17号は岡山駅 - 知井宮駅間に運転区間が延長される（米子駅 - 知井宮駅間は普通列車）。
- 1987年（昭和62年）11月：知井宮駅発着列車が増発。なお、増発列車は臨時普通列車とした。
- 1988年（昭和63年）：4月10日に開通した瀬戸大橋線経由の臨時列車として高松駅発着の「やくも」1・18号、「マリンやくも」が運行。
- 1990年（平成2年）
  - 3月10日：「やくも」の120km/h運転開始[19]。
- 1991年（平成3年）：「やくも」17号以外の知井宮駅発着列車および「マリンやくも」が廃止される。
- 1992年（平成4年）3月14日：「やくも」が1往復増発され10往復になる（岡山発知井宮行きは19号に変更）。
- 1993年（平成5年）9月：山陰本線園部駅 - 福知山駅間での直流電化および複線化工事の影響で、寝台特急「出雲」2往復のうち1号が、京都駅 - 伯耆大山駅間は山陰本線経由から東海道本線・山陽本線・伯備線経由になる。
- 1994年（平成6年）12月3日：「やくも」13往復のうち、速達列車4往復が「スーパーやくも」に変更[1]。また「やくも」の一部列車の運転区間を岡山駅 - 松江駅間に見直し。「やくも」は9往復になる（岡山発知井宮行きは25号に変更）。
- 1995年（平成7年）12月：「出雲」1号の運行経路が、再び山陰本線経由になる。
- 1996年（平成8年）3月16日：臨時特急「アタッシュやくも」が平日の松江発朝5時台上りと岡山発夜22時台下りに設定される。
- 1997年（平成9年）
  - 3月22日：ダイヤ改正により、次のように変更[20]。
    1. 「アタッシュやくも」が「やくも」として定期列車化される形で出雲市発朝5時台上りと岡山発夜21時台の下りの1往復が増発、14往復になる。
    2. すべての「やくも」が岡山駅 - 出雲市駅間で運転されるようになる。

  - 11月29日：「スーパーやくも」が7往復に増発され、「やくも」と「スーパーやくも」が交互に1時間ピッチで運転されるようになる[21]。
- 1998年（平成10年）
  - 3月14日：岡山発朝7時台下りと出雲市発夜18時台上りの「やくも」1往復が増発され、「スーパーやくも」7往復と「やくも」8往復の計15往復になる[22]。
  - 7月10日：「出雲」2往復のうち1往復に285系電車（サンライズエクスプレス）が導入され、「サンライズ出雲」として運転を開始[1]、東京駅 - 岡山駅間で「サンライズ瀬戸」と併結運転のため「サンライズ出雲」は伯備線経由になる。

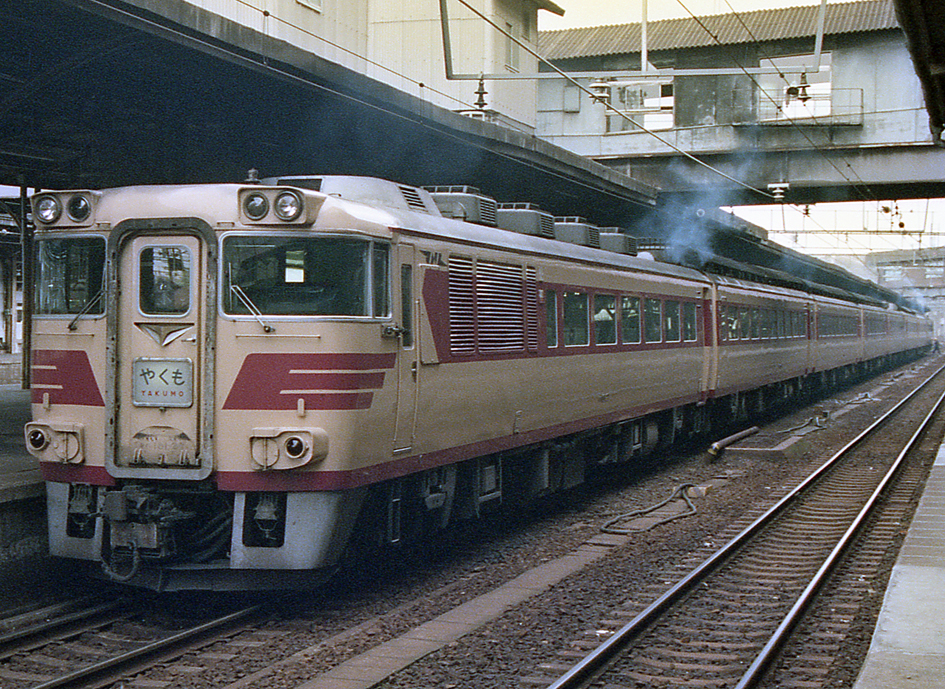
キハ181系気動車「やくも」 （1982年 岡山駅）
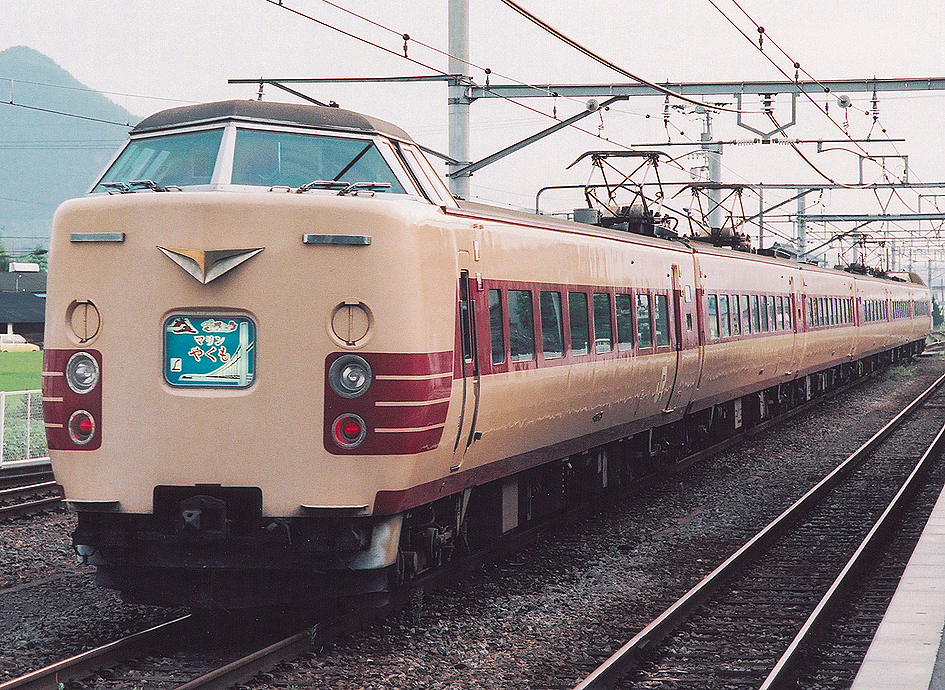
381系電車「マリンやくも」 （1988年 予讃線 端岡駅）
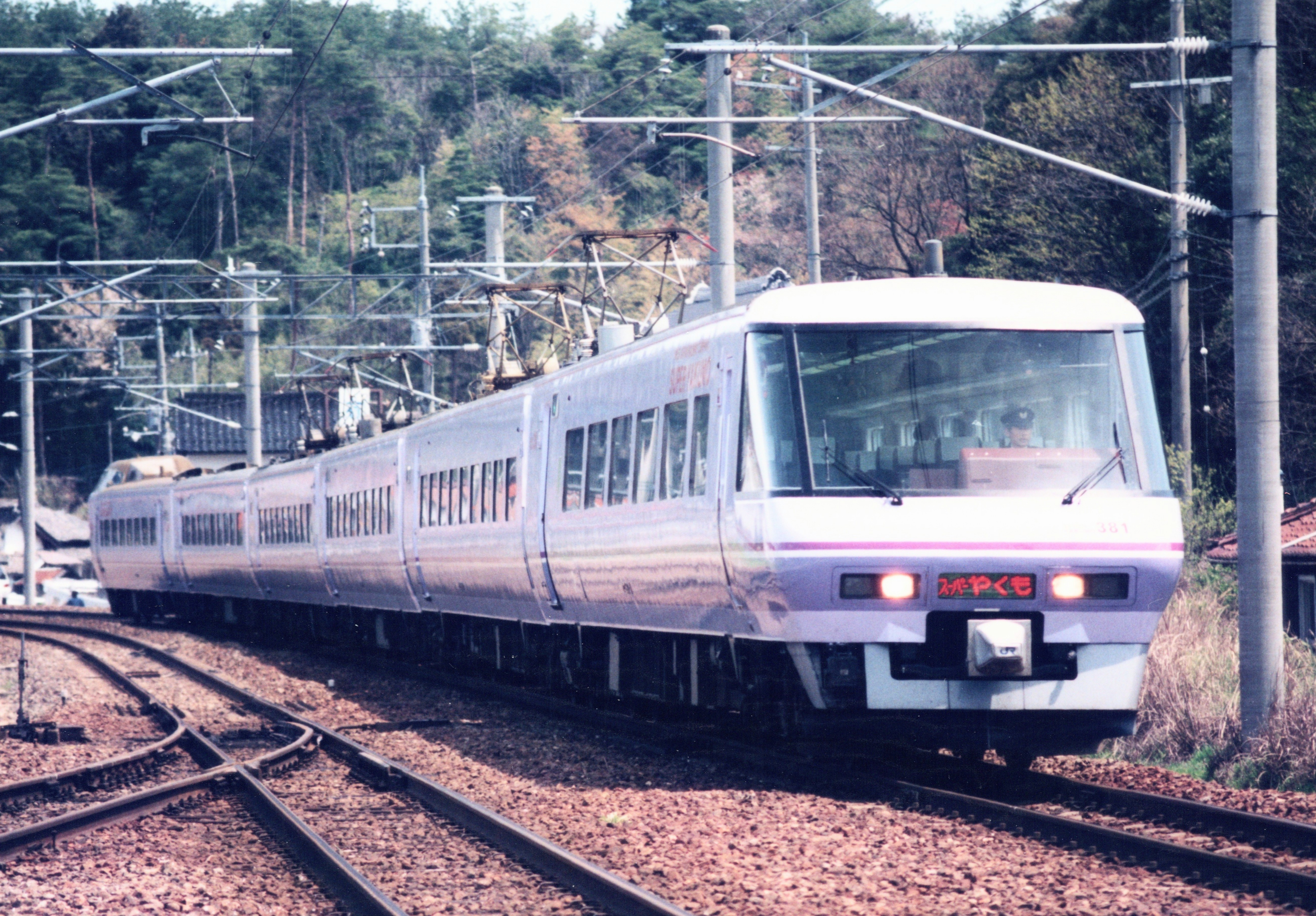
381系電車「スーパーやくも」パノラマ編成 （1994年 来待駅）
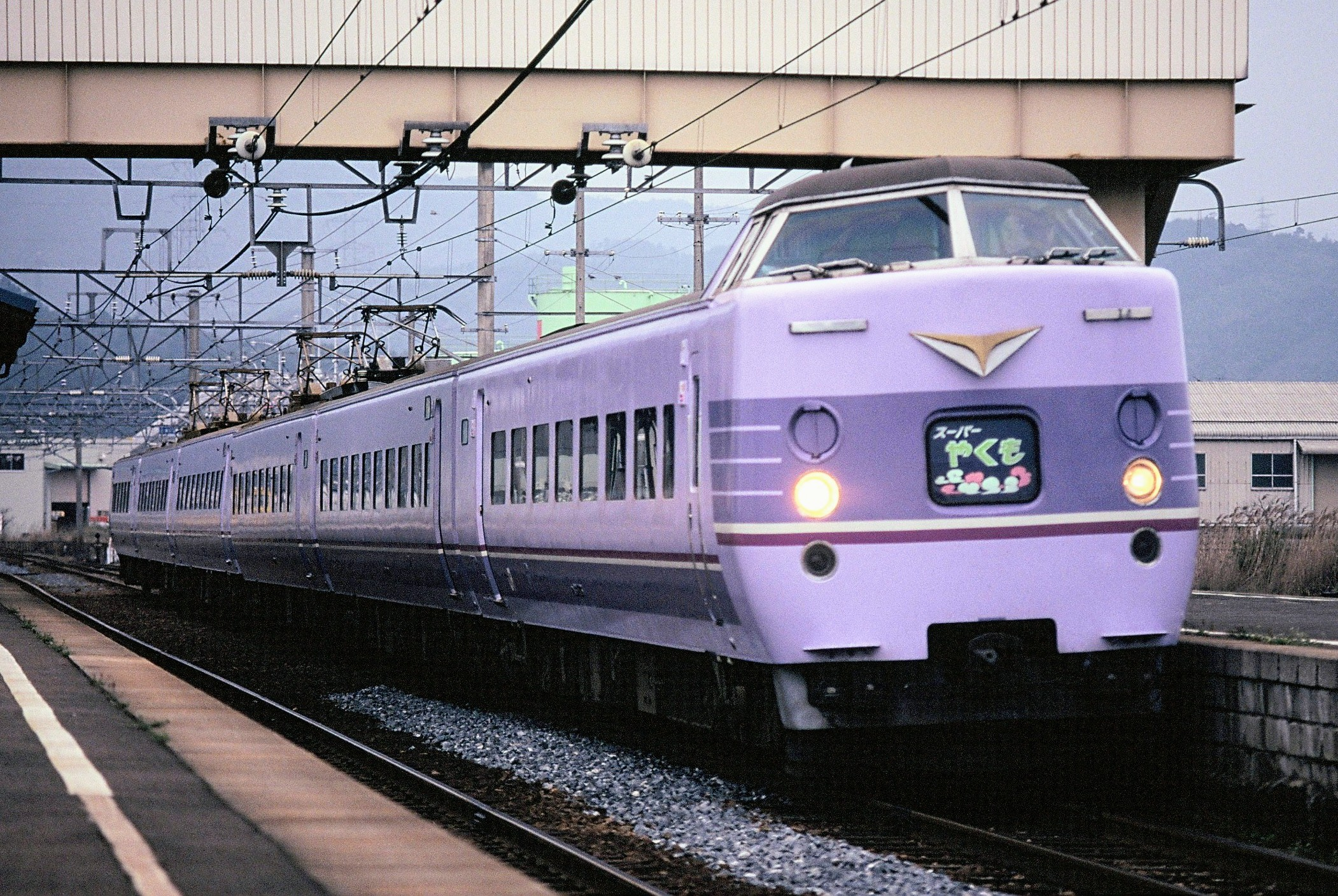
381系電車「スーパーやくも」非パノラマ編成 （1994年 東松江駅）

#### 2000年代の動き

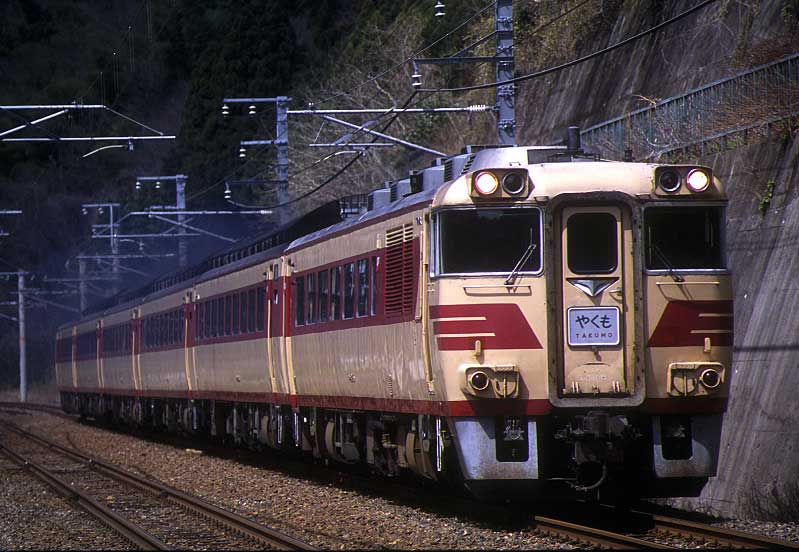
キハ181系気動車の「リバイバルやくも」
（2002年3月30日）

- 2002年（平成14年）：3月16日・3月30日・4月27日にキハ181系気動車（後藤総合車両所に配置されていた国鉄色の車両）の営業運転終了を記念して、同車を使用したリバイバルトレインとして「リバイバルやくも」が各日1往復運転される[23]。
- 2006年（平成18年）
  - 3月18日：ダイヤ改正により次のように変更[24]。
    1. 「スーパーやくも」が廃止され、全列車「やくも」に統一。「やくも」は15往復になる。
    2. すべての「やくも」にグリーン車が連結されるようになる。
    3. 生山駅・根雨駅は千鳥停車（選択停車）するようになり、所要時間が平均化。
    4. 井倉駅への停車を取り止め。

  - 10月：従来、備中高梁駅を通過していた、下り3本（13号・17号・21号）、上り2本（10号・14号）を試験的に臨時停車。備中高梁駅に再度すべての「やくも」が停車するようになった[26]。観光活性化のため、高梁市がJRに要望していた。
- 2007年（平成19年）4月3日：381系のリニューアル編成（ゆったりやくも）が運転開始[27][28]。
- 2008年（平成20年）3月15日：備中高梁駅に臨時停車していた、上記の下り3本、上り2本が正式に停車するようになる。このほか、下り列車の岡山発の時間が毎時50分（7・9時台を除く）から、毎時5分（21時台を除く）に見直し。
- 2009年（平成21年）
  - 6月1日：一部列車に設置の喫煙ルームが廃止され、全車禁煙化[29]。
  - 9月30日：車内販売の営業が終了[30]。

#### 2010年代の動き
- 2010年（平成22年）
  - 3月：「エル特急」の表記を取り消し。
  - 8月2日：全列車が「ゆったりやくも」にて運転開始（定期点検などの場合を除く）。
- 2011年（平成23年）4月2日 - 4月7日：東日本大震災の影響で車両保守部品が不足したことにより、全列車4両で運転される[31][32]。
- 2012年（平成24年）
  - 3月17日：安来駅に下り1号と上り30号を除く全列車が停車するようになる。
  - 10月6日：「山陰デスティネーションキャンペーン」の一環として、団体専用列車「なつかしのやくも」号を運転。大阪発松江行きの片道1本のみで、東海道本線・山陽本線・伯備線・山陰本線を経由し、途中岡山駅に停車する。吹田総合車両所日根野支所所属の国鉄色381系で運転された[33][34]。
- 2013年 (平成25年)
  - 3月16日：1号、30号が新たに安来駅に停車となり、安来駅にすべての「やくも」が停車するようになった。
- 2018年（平成30年）
  - 7月6日：豪雨により全列車が全区間で運転休止。
  - 7月19日：米子駅～出雲市駅間において1日2往復での運行を再開。
  - 7月21日：米子駅～出雲市駅間において1日6.5往復の運行に。また、これらの列車に接続する（一部列車を除く）、岡山駅～米子駅間の直通代行バス（1日5往復）の運行も開始。
  - 8月1日：全区間で運転再開[35][36][37][38][39][40]。

#### 2020年代の動き
- 2021年（令和3年）
  - 2月1日：新型コロナウイルス感染症の流行による利用減少のため、1日15往復から8往復に減便[41]。
- 2022年（令和4年）
  - 2月16日：新型車両による置き換えが発表された[42]。
  - 3月12日：ダイヤ改正により12・13・16・17・28・29号が金・土・日曜日・祝日のみの運転となる（それ以外の曜日は利用状況に応じて運転日を追加する）。
  - 3月19日：特急「やくも」が現在の伯備線で運転を開始してから2022年3月で50周年を迎えるのを記念し、「国鉄色」をまとったリバイバル編成が運転を開始した[12]。
- 2024年（令和6年）
  - 3月16日：ダイヤ改正により全車指定席となる[43][44]。
  - 4月6日：新型車両273系が運転開始[45]。同日以降、6月までに4両11編成を投入[46]し、381系の定期運用が終了。
  - 6月15日：381系の定期運用が終了。その後は2024年8月9～18日の間と[47]、同年12月27日～25年1月5日までの間では臨時列車として走った。
- 2025年（令和7年）
  - 3月15日：ダイヤ改正により臨時列車3往復（12・13・16・17・28・29号）が定期列車となる[48]。